# Hilary Duff: All Access Pass
Hilary Duff: All Access Pass to pierwsze muzyczne DVD nagrane przez Hilary Duff. Płyta została wydana 4 listopada 2003 i zawiera 60-minutowy materiał, na który składają się:
- Teledyski do singli "I Can’t Wait", "Why Not" i "So Yesterday".
- Film obrazujący tworzenie teledysków do singli "Why Not" i "So Yesterday".
- Film obrazujący nagrywanie albumu Metamorphosis.
- Wersje akustyczne piosenek stworzone przez Sessions@AOL.
- Galerię zdjęć, domowych filmów i biografię.

Reżyserem DVD był Virgil P. Thompson, a wydało je Hollywood Records
Okładka DVD